# 민꼬리과일박쥐속
민꼬리과일박쥐속 또는 꼬리없는과일박쥐속(Megaerops)은 큰박쥐과에 속하는 박쥐 속의 하나이다. 4종으로 이루어져 있다.

## 특징
몸길이가 81~90mm이고 전완장이 52~63mm인 보통 크기의 박쥐로 몸무게는 최대 34.5g이다. 털이 짧다. 등 쪽은 밝은 갈색부터 회색빛 갈색까지 띠는 다양하지만 배 쪽은 좀더 연한 색을 띤다. 주둥이는 짧고 넓다.

## 하위 종
4종이 알려져 있다.
- 민꼬리과일박쥐 (Megaerops ecaudatus)
- 자바민꼬리과일박쥐 (Megaerops kusnotoi)
- 라타나와라반과일박쥐 (Megaerops niphanae)
- 흰목도리과일박쥐 (Megaerops wetmorei)